# Brumleby
 Der er for få eller ingen kildehenvisninger i denne artikel, hvilket er et problem. Du kan hjælpe ved at angive troværdige kilder til de påstande, som fremføres i artiklen.

55°42′5.43″N 12°34′32.04″Ø / 55.7015083°N 12.5755667°Ø
Brumleby, oprindeligt Lægeforeningens Boliger, er en boligbebyggelse på Østerbro i København.
Brumleby er en bebyggelse, der ligger på Østerbro, afgrænset af Øster Allé mod vest, bebyggelsen ved Olufsvej mod syd, Østerbrogade mod øst og af Parken/Sankt Jakobs Kirke mod nord.
Brumleby hed ”De paa Kjöbenhavns Østerfælled opförte Boliger for de ubemidlede Klasser”. Navnet Brumleby har været et ”kaldenavn”, der var kendt siden midten af 1800-tallet, men det fik først officiel status i 1984 efter i en kort overgang at have heddet Østerbro Vænge. Forstavelsen ”brumle” sigter sandsynligvis til lydene fra det græssende kvæg på den nærliggende Øster Fælled. Vilhelm Kleins halvdel af bebyggelsen kaldtes "Kolyst".

## Lægeforeningens Boliger
Som en konsekvens af koleraepidemien i København 1853 blev Brumleby bygget på Østerfælled. Pengene til byggeriet, som gik i gang i 1853, havde Lægeforeningen indsamlet på privat basis. Lægeforeningen ønskede at skabe sunde, billige boliger til arbejderklassen og gav opgaven til arkitekten Michael Gottlieb Bindesbøll.
I byggeriets første etape fra 1853 til 1857 blev der bygget 240 meget små et- og torums lejligheder, hvor der boede ca. 900 mennesker. (Bygning A til H samt inspektørboligen liggende på bygning T). Krigen i 1864 var medvirkende til, at der gik en årrække før resten af bebyggelsen fuldførtes i 1866-1872, nu med Vilhelm Klein som arkitekt (bygning J til S). De to etaper adskiller sig en smule fra hinanden, dette ses blandt andet ved forskel i tagrejsningen, på vinduerne samt i indretningen.
Da byggeriet var fuldt udbygget, var der ca. 550 lejligheder i Brumleby, der husede ca. 2.500 mennesker. Lejlighederne var ikke store, men der var i modsætning til på brokvartererne plads, lys og luft mellem husene. Desuden var der åbne fællesarealer og vaskehuse, badeanstalt, Københavns første brugsforening, bibliotek, mødesal, ismejeri, slagterhytte med grukedel, værksteder og brandvagt og telegraf (1870) i Brumleby. De fleste funktioner er nedlagt eller omdannet; fx er brugsforeningen udlagt til museum, folkebadeanstalten er i dag opdelt i bolig og erhverv mens ismejeriet og mødesalen "Kostalden" udlejes til møder og fester.
Byggeriet har italienske landarbejderboliger som inspirationskilde og er bygget som rækkehuse i to etager. Husene var oprindeligt hvidkalkede med flaskegrønne døre, men blev kalket gule i 1930'erne. De, i dag, gule og hvide husblokke er knapt 50 meter lange. På Bindesbøllbygningerne var oprindelige syv indgangsdøre på hver side, der førte ind til en eller flere lejligheder. Kleinsbygningernes indgangsdøre varierede med 7 døre til den ene side og 12-14 døre på den anden. Langt de fleste lejligheder er i én etage og kun et mindre antal i to. Til stuelejlighederne hører småhaver, mens arealerne mellem blokkene er delt mellem privathaver og fællesareal. Bindesbøllbygningerne gennemgik en større ombygning fra 1896-1904, hvor blandt andet husgangene og de små forstuer sløjfedes. Den eneste bevarede husgang kan ses i bygning K.
I Inspektørbygningen (bygning T) husede stedets inspektør. Huset var finere udført med større rum og særskilt have. Den ene halvdel af førstesalen blev indrettet til administration og den anden halvdel til inspektørens privatbolig. Butikker, herunder spekhøker, urtekrammer, melhandel og beværtningslejlighed var beliggende i stueetagen. Sidste butik, som konkurrerede med Østerbro Husholdningsforening, der støttedes af boligernes bestyrelse, lukkede i 1910. Med tiden er der kommet forskellige ”institutioner” til på Brumlebys område, først et børneasyl (1871) beliggende i bygning N (fra 1886 i særskilt bygning mod Østerbrogade: Kronprinsesse Louises Asyl), senere folkebadeanstalt (1892), mødesal (1898) sløjdskole (1906). Folkebadeanstalten lukkede i 1932 til fordel for fællesvaskeriet "Enigheden", der lukkede i 1962.
Brumleby havde fra 1962 til ca. 1990 en lille gruppe af danske mennonitter boende i den tidligere badeanstalt, der i sin tid solgte et stykke sæbe for tre øre og et bad for 10. I dag har bygningen adressen Østerbrogade 55A. Gruppen er beslægtet med Amish-folket, der er mest kendt fra USA.
Københavns første brugsforening, Østerbro Husholdnings Forening, stiftet i Brumleby 8.2.1868 på initiativ af læge F.F. Ulrik. Denne var gennem sit filantropiske arbejde dybt engageret i Brumleby og dets beboere gennem 42 år, og det var på især hans initiativ og medvirken at Kronprinsesse Louises Asyl (1886), Badstuen (1892), Mødesalen (1898) og Sløjdskolen (1906) opførtes. Østerbro Husholdnings Foreningen bestod blandt andet af hørkram, spækhøker, viktualie, urtekram, brød og mælkeudsalg samt fedtkogeri. Butikken fungerer ikke mere som nærbutik, men er udlagt til museum, drevet af Museumsforeningen ”Brumleby Museum – Østerbros Husholdningsforenings Venner”.
Brumleby blev brolagt i årene 1984-96, samtidig med at der kloakeredes og indlagdes vand i Bindesbølllængerne.
Martin Andersen Nexø tilbragte en del af sin barndom i Brumleby i 1872-77. Han boede i B 28 (nuværende B 25/26). Inden da boede hans familie i F 1 (nuværende F 69). Hans far, Hans Jørgen Andersen, var ansat som stenhugger i Kalkbrænderihavnen. Endvidere fremgår det af Østerbro Husholdningsforenings medlemsprotokol, at han var medlem nr. 240.
Martin Andersen Nexø har i sine erindringer ”Et lille kræ” fra 1932 beskrevet sammenstødene mellem drengene fra Brumleby og Olufsvej, hvor Burmeister & Wains arbejderboliger lå, mod ”Rabarberne”, som var fra Nørrebro. En kampsang var:
"Brumleby er raske drenge.
Olufsvej er ligeså!
Rabarberne de kryber sammen,
Når de en på tæven få!"
Selv om Brumleby blev fredet i 1959, forsøgte Københavns bystyre i 1960'erne at erstatte de nedslidte bygninger med terrassehuse i stil med den senere bebyggelse i Farum Midtpunkt. Forslagene vakte store protester, ikke mindst blandt beboerne, og da området efterhånden var blevet til boliger for en del yngre handlekraftige studerende, lykkedes det dem ved et enestående sammenhold med de gamle beboere ikke blot at redde bebyggelsen, men også gennemføre en skånsom byfornyelse.
Flere lejligheder er i dag sammenlagt, så antallet af beboere er reduceret i forhold til tidligere.
Lægeforeningen lod bebyggelse forfalde og som nævnt fortsatte denne forsømmelse under Københavns kommune med henblik på at få området kondemneret. Truslen om nedrivning medvirkede til et forstærket beboersammenhold, der stadig eksisterer. Det giver sig bl.a. udtryk i stor deltagelse i frivillige grupper til varetagelse af bebyggelsens interesseområder. Af foreninger og klubber gennem tiderne kan bl.a. nævnes: "Den Selskabelige Forening", "Sangforeningen", foreningen QPRS, indkøbsforeningen "Grønneren", "Spisestedet", "Fredagsaftner", musik- og foredragsarrangementer, fælles snedkerværksted, "Singletonklubben, "Aktivitetsforeningen", fodboldklubben "FC Brumle", "strikkeklubben", yogahold, dansehold, "Morfar-klubben", pileflet, vaskeklubber samt mange frivillige til de større arrangementer som vårfest med loppemarked og underholdning, fastelavnsfester, julefester, samt museets årlige julemarked.
Desuden er Boldklubben Skjold stiftet i et vaskehus i Brumleby i 1915.
Fra 1990-96 blev Brumleby renoveret i samarbejde med beboerne, hvor lejlighederne fik installeret dobbeltvinduer, indlagt varm vand, centralvarme, bad og indendørs toilet. Brumleby blev i 1997 sammen med Øksnehallen og Ny Carlsberg Glyptotek tildelt Europa Nostras Pris for bevaring og renovering.
I 2002 blev Brumleby solgt af Københavns Kommunes byfornyelses- og saneringsselskab og omdannet til Brumleby Almene Andelsboligforening, administreret af KAB. I 2004 blev Brumleby medtaget i kulturkanonen under arkitektur.
I 2005 blev der udlagt kabler til internet og etableret eget bredbånd med IP-telefoni. Senest har Brumleby fået sin egen hjemmeside www.brumleby.dk
Brumleby indgår flere steder i litteraturen som hos Martin Andersen Nexø, der boede i blok B 28 fra 1872 til 1877. En historisk beskrivelse af bebyggelsen findes i "Brumlebys historiebog" af Hans Helge Madsen, forfatter og kunsthistoriker (1936-2008)

## Ny Lægeforeningens Boliger
Ny Lægeforeningens Boliger, eller Lægeforeningens Arbejderboliger, var arbejderboliger opført på Østerbrogade (dengang Strandvejen) ved Østre Gasværk 1878 efter tegning af Vilhelm Klein. Boligerne blev revet ned i 1959 og erstattet af høje modernistiske blokke, der administreres af Lægeforeningen.